# Albert Villaró i Boix
Albert Villaró i Boix (Seo de Urgel, 1964) es un escritor andorrano. Autor de una decena de novelas, colabora en las publicaciones Ara y Diari d'Andorra.

## Obra

### Narrativa breve
- 1993 La selva moral

### Novela
- 2000 Les ànimes sordes
- 2003 Obaga
- 2003 L'any dels francs
- 2006 Azul de Prusia

### No ficción
- 1998 Els quatre pilans

## Premios literarios
- 1994 Memorial Anna Dodas por La selva moral
- 2003 Nèstor Luján de novela histórica por L'any dels francs
- 2006 Carlemany por Blau de Prússia
- 2014 Josep Pla de narrativa por Els ambaixadors[1]
- 2015 Prudenci Bertrana de novela por La bíblia andorrana[2]